# 센트럴미시간

센트럴미시간(Central Michigan) 또는 미드미시간(Mid Michigan)은 미국 미시간주의 로어반도에 있는 지역이다. 이름에서 알 수 있듯이 하반도(Lower Peninsula)의 중부 지역이다. 로어미시간(Lower Michigan)은 벙어리 장갑과 비슷하다고 하며, 센트럴미시간은 휴런호를 따라 미시간주의 동쪽 해안선에서 미시간 분지의 비옥한 구릉 평야까지 뻗어 있으며 대략 엄지손가락과 손바닥에 해당한다. 이 지역에는 플린트 (미시간주), 새기노 (미시간주), 주도인 랜싱(Lansing) 등 적당한 규모의 도시가 포함되어 있다.

## 포함된 군
랜싱 지역
- 클린턴군 (미시간주)
- 이턴군
- 잉햄군

썸(The Thumb) 지역
- 휴런군 (미시간주)
- 터스콜라군
- 새닐락군
- 세인트클레어군 (미시간주)

플린트 및 트라이시티 지역
- 아레낙군
- 베이군 (미시간주)
- 클레어군
- 제네시군 (미시간주)
- 글래드윈군
- 그래티엇군
- 이사벨라군
- 라피어군
- 미들랜드군 (미시간주)
- 새기노군
- 시아와시군

## 대학교
- 센트럴 미시간 대학교
- 미시간 주립 대학교
- 랜싱 커뮤니티 칼리지
- 새기노밸리 주립 대학교

## 같이 보기
- 미시간주의 군 목록
- 로어반도
- 미시간주